# 1992 EE8
1992 EE8 är en asteroid i huvudbältet som upptäcktes den 2 mars 1992 av UESAC vid La Silla-observatoriet.
Den tillhör asteroidgruppen Vesta.